# Le Paradis à (re)conquérir
Le Paradis à (re)conquérir (titre original : Paradise (to be) Regained) est un essai écrit par Henry David Thoreau et publié en 1843 dans The United States Magazine and Democratic Review. Il prend la forme d'une critique du livre de John Adolphus Etzler Le Paradis à la portée de tous les hommes, sans travail, grâce aux forces de la nature et aux machines, publié en 1833. Dans cet essai, Thoreau aborde ses thèmes de prédilection tels que l'invitation à s'améliorer soi-même et la défiance vis-à-vis des tentatives de prétendue amélioration de la Nature.